# (2928) Epstein
(2928) Epstein (1976 GN8; 1968 UD; 1976 HU; 1981 EX2) ist ein ungefähr 15 Kilometer großer Asteroid des äußeren Hauptgürtels, der am 5. April 1976 am Felix-Aguilar-Observatorium im Nationalpark El Leoncito in der Provinz San Juan in Argentinien (IAU-Code 808) entdeckt wurde. Er gehört zur Eos-Familie, einer Gruppe von Asteroiden, die nach (221) Eos benannt ist.

## Benennung
(2928) Epstein wurde nach Isadore Epstein, einem emeritierten Professor an der Columbia University und ehemaligen Direktor des Harriman-Observatoriums, benannt. Von 1957 bis 1962 führte er umfangreiche Standorttests für ein südliches Observatorium in Australien, Chile und Argentinien durch, was zur Einweihung der Yale-Columbia Southern Observatory am 30. März 1965 führte.